# 賀茂季鷹
賀茂 季鷹（かも の すえたか、1754年2月27日〈宝暦4年2月6日〉 - 1841年11月21日〈天保12年10月9日〉）は、江戸時代中期から後期の国学者、歌人、神職である。姓は山本、号は生山および雲錦。

## 経歴・人物
京都の賀茂別雷神社の社官であった賀茂季種の子として生まれる。12歳の時に叔父であった賀茂季栄の養子となり、有栖川宮職仁親王から和歌を学ぶ。19歳の秋に致仕して江戸に入り、加藤千蔭や村田春海、三島自寛らから和歌や古学を学んだほか、歌学以外にも太田南畝ら狂歌師とも親交を持ち、自身も狂歌を詠んだ。38歳の春、京都賀茂に戻って賀茂別雷神社の神職を務め、正四位下安房守に任じられる。雲錦亭や歌仙堂を造築して歌会を催し、和漢書1000巻を集めた文庫を建造する。
小沢蘆庵の亡き後の京都における代表的な歌人であり、香川景樹とともに、化政・天保期の京都を代表する歌人である。歌風は堂上風であった。交友関係も広く、当時を代表する文人であった。墓所は北区西賀茂の小谷墓地。

## 主な弟子
- 安田躬弦
- 斎藤彦麿
- 松田直兄

## 主な著作物

### 主著
- 『雲錦翁家集』- 家集。
- 『富士日記』- 紀行文。
- 『みあれの（美阿礼乃）百草』- 門人との共著。

### その他の著書
- 『伊勢物語傍註』
- 『正誤仮名遣』
- 『万葉集類句』
- 『詠歌概言』